# Eudorus
Eudorus (Εὔδωρος) is een personage uit de Griekse mythologie. Hij was een van Achilles vijf commandanten in de Trojaanse oorlog. Volgens de Ilias voerde hij het gezag over tien penteconters (een soort galei) en 500 Myrmidonen. Homerus vertelt in Boek 16 van de Ilias over de wedervaringen van Eudorus, als Patrocles zijn mannen voorbereid op het gevecht.
Eudorus was een halfgod; zijn vader was de god Hermes en zijn moeder Polymele. Haar vader, Phylas, nam de opvoeding van Eudorus ter hand nadat Polymele met ene Echekles trouwde. Eudorus was rap, en een uitstekend krijgsman. 